# Гюлаблы
Гюлаблы (азерб. Gülablı) — село в Агдамском районе Азербайджана.

## История
Во время Первой карабахской войны 1992—1994 годов население покинуло село.
Согласно административно-территориальному делению непризнанной Нагорно-Карабахской Республики, контролировавшей село с 1993 до 2020 года, располагалось в Аскеранском районе НКР.
По итогам Второй карабахской войны было подписано Заявление о прекращении огня, по условиям которого 20 ноября 2020 года вся территория Агдамского района была возвращена Азербайджану.

## Население
Согласно «Своду статистических данных о населении Закавказского края, извлеченных из посемейных списков 1886 года», в селе проживало 1412 человек, все азербайджанцы (в источнике указаны как «татары»), шииты по вероисповеданию. Согласно Кавказскому календарю на 1910 г., население села к 1908 г. составляло 2 029 человек, в основном армян.

## Известные уроженцы
- Джемаль Джаид Шамильевич[6] — заслуженный художник России, член МСХ, Союзов художников Азербайджана и Монголии, член Международного художественного фонда[7][8].
- Джейхун Джамиль оглы Мирзоев — советский и азербайджанский киноактёр и режиссёр[9].
- Гурба́н Бахшали́ оглы́ Пири́мов[10] — азербайджанский тарист, музыкант, заслуженный артист Азербайджанской ССР (1929 год), народный артист Азербайджанской ССР (1931 год).
- Меджид Баба оглы Шамхалов[11] (по другой версии родился в Сарабе[12]) — азербайджанский и советский актёр и драматург, Заслуженный артист Азербайджанской ССР (1949).